# Francesco Maria Pignatelli
Francesco Maria Pignatelli (né le 19 février 1744 à Rosarno, dans l'actuelle province de Reggio de Calabre, en Calabre, alors dans le royaume de Naples et mort le 14 août 1815 à Rome) est un cardinal italien du XVIIIe siècle et du début du XIXe siècle.

## Biographie
Francesco Maria est membre de la famille illustre napolitaine des Pignatelli, qui compte parmi ses membres le pape Innocent XII et les cardinaux Francesco Pignatelli (1703), Domenico Pignatelli di Belmonte (1802) et Ferdinando Maria Pignatelli. Il fait ses études au Collège Clementine de Rome.
Le pape Pie VI le crée cardinal lors du consistoire du 21 février 1794 et il participe au conclave de 1799-1800 à Venise, lors duquel le pape Pie VII est élu.
Il est nommé préfet de la Congrégation romaine de la discipline régulière en 1800. Francesco Maria Pignatelli est l'un des treize « cardinaux noirs », qui refusent d'être présent lors du mariage de Napoléon avec Marie-Louise d'Autriche en 1810.